# Carisap Tennis Cup 2003
Il Carisap Tennis Cup 2003 è stato un torneo di tennis facente parte della categoria ATP Challenger Series nell'ambito dell'ATP Challenger Series 2003. Il torneo si è giocato a San Benedetto del Tronto in Italia dall'11 al 17 agosto 2003 su campi in terra rossa.

## Vincitori

### Singolare
Stan Wawrinka ha battuto in finale  Salvador Navarro con il punteggio di 6–1, 4–6, 6–4

### Doppio
Todd Perry /  Thomas Shimada hanno battuto in finale  Daniele Giorgini /  Simone Vagnozzi con il punteggio di 6–3, 6–4